# Naoussa
Naoussa (tiếng Hy Lạp: ?) là một khu tự quản ở vùng Trung Makedonías, Hy Lạp. Khu tự quản Naoussa có diện tích 425 km², dân số theo điều tra ngày 18 tháng 3 năm 2001 là 34164 người.